# Туніп

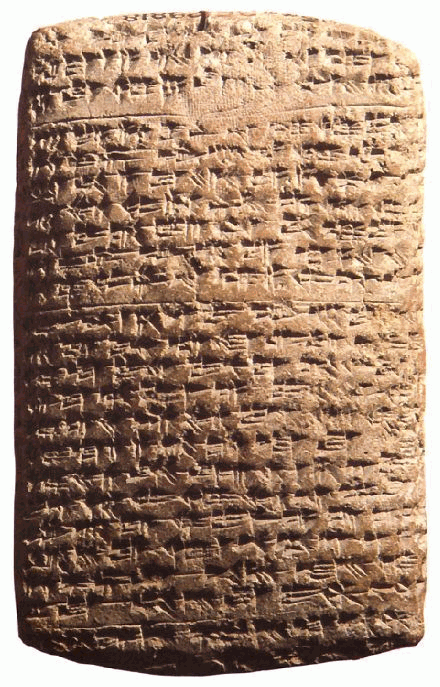
Амарнський лист EA 161 від Азіру до фараона

Туніп — місто-держава у західній Сирії, що існувало у 1350–1335 роках до н. е.

## Історія
Незалежності набуло внаслідок занепаду й остаточного розпаду держави Катна у XVII  ст. до н.е. Набуло значної ваги у наступному столітті.
Втім назва Туніп відома здебільшого з єгипетських записів (часів Тутмоса III і Рамсеса II).
Нині місце розташування Туніпа точно не визначено, хоча більшість джерел вказують на те, що місто розташовувалось на місці сучасного Тель-Акарне.